# Ferrocarril Elèctric Eizan
El Ferrocarril Elèctric Eizan (叡山電鉄, Eizan Dentetsu) és una empresa privada de ferrocarrils que opera exclusivament al districte de Sakyō, a la ciutat de Kyoto, Japó. L'empresa és generalment coneguda amb l'acrònim Eiden (叡電), nom que també empra la companyia.
L'empresa fou fundada l'any 1985 com a resultat de la separació per part del Ferrocarril Elèctric de Kyoto-Fukui (Keifuku) de les línies que actualment la conformen en una nova companyia dins del grup. L'any 2002, el grup Keifuku va vendre totes les seues accions de l'Eiden al grup Keihan, propietari del ferrocarril homònim.
La companyia compta amb dues línies de ferrocarril, l'Eizan i la Kurama, ambdues clarament turístiques pel seu atractiu paisagístic i natural. El seu recorregut connecta la part urbana de Kyoto amb el nord del terme municipal, rural i muntanyós.

## Història
El Ferrocarril Elèctric Lleuger de Kyoto (京都電燈, Kyōto Dentō) va obrir l'actual línia Principal Eizan l'any 1925, amb un ample de 1.435 mm i 600 volts en corrent continu. El propòsit inicial era fer una línia de ferrocarril turística cap al mont Hiei. L'any 1944, durant la Segona Guerra Mundial, el tram de línia entre les estacions de Takaragaike i Yase-Hieizanguchi fou reduït a via única, destinant el material del traçat desmantellat a esforços de guerra. L'any 1951, ja després de la guerra es tornà a duplicar aquest tram de línia.
La línia Kurama fou construïda pel Ferrocarril Elèctric de Kurama (鞍馬電気鉄道, Kurama Denki Tetsudō) per tal de crear un accés des del centre de la ciutat fins al temple de Kurama i el santuari de Kibune, localitzats a les muntanyes del nord de Kyoto; discorrent la línia entre les actuals estacions de Takaragaike i Kurama. La primera secció de la línia, entre les actuals estacions de Takaragaike i Ichihara es va inaugurar l'any 1928, estenent-se fins a Kurama l'any següent, amb un ample de via de 1435 mm i 600 volts en corrent continu. L'any 1939 la línia fou reduïda a via única fins a l'any 1958, que tornà a duplicar-se.

## Línies
| Color i icona | Color i icona | No.    | Nom             | Nom original | Inici         | Termini           | Llargaria | Estacions |
| ------------- | ------------- | ------ | --------------- | ------------ | ------------- | ----------------- | --------- | --------- |
| Verd          | __            | H      | Línia Principal | 叡山本線     | Demachiyanagi | Yase-Hieizanguchi | 5,6 km    | 8         |
| Roig          | __            | K      | Línia Kurama    | 鞍馬線       | Takaragaike   | Kurama            | 8,8 km    | 10        |
| Total:        | Total:        | Total: | Total:          | Total:       | Total:        | Total:            | n/a       | 18        |

## Parc mòbil

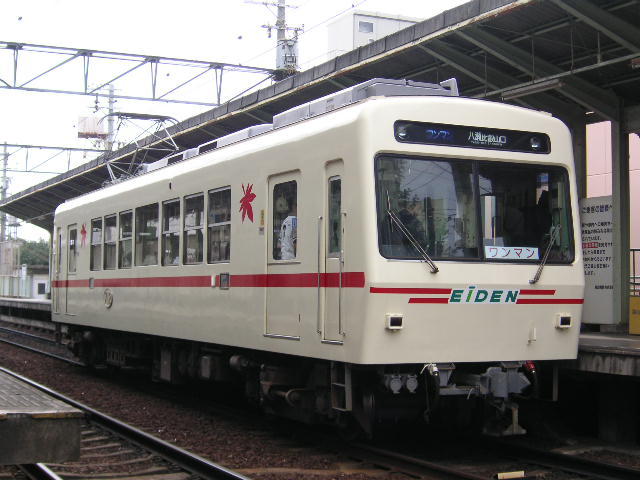
Sèrie 700 (1987)
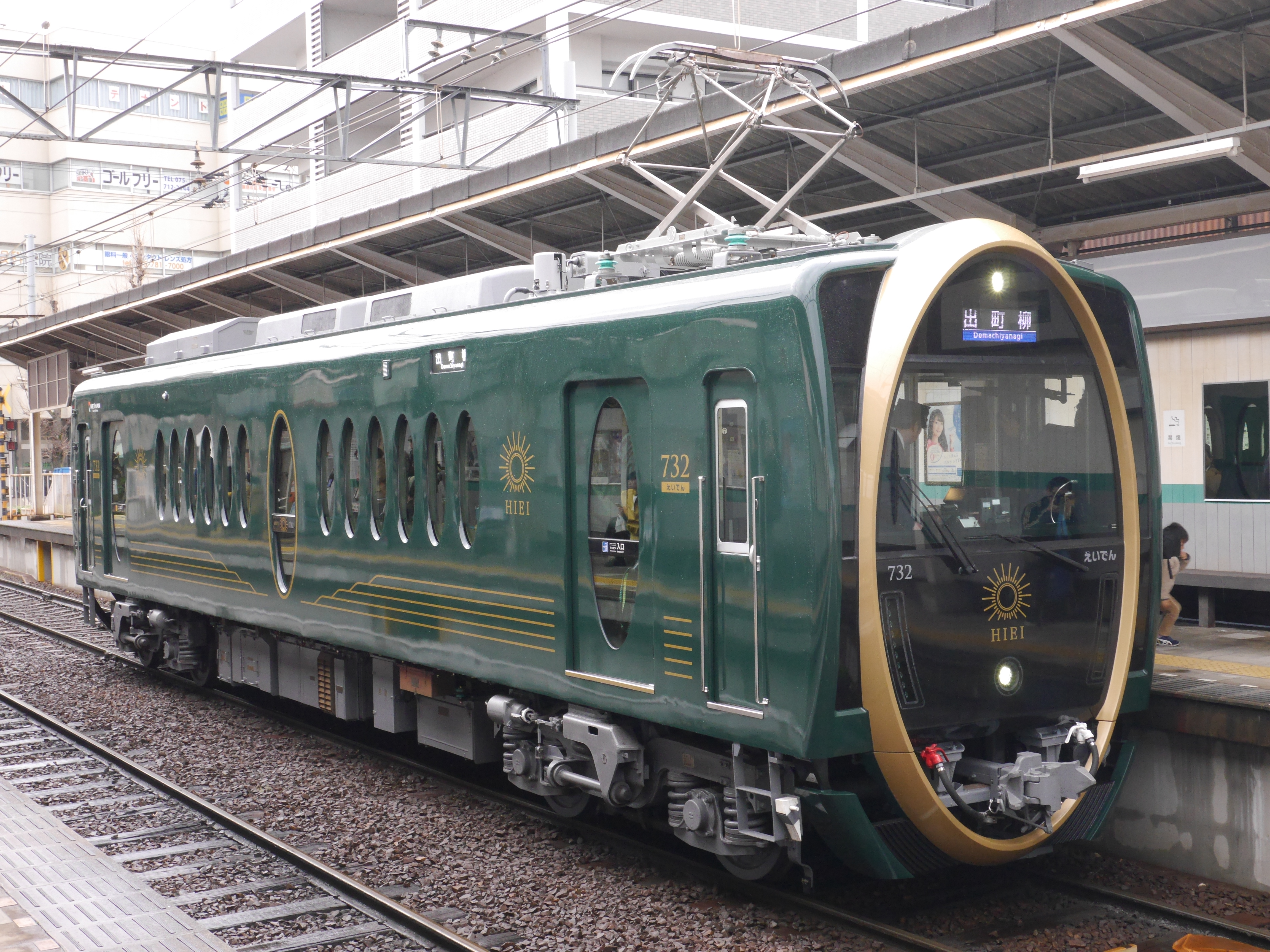
732 [HIEI] (2018)
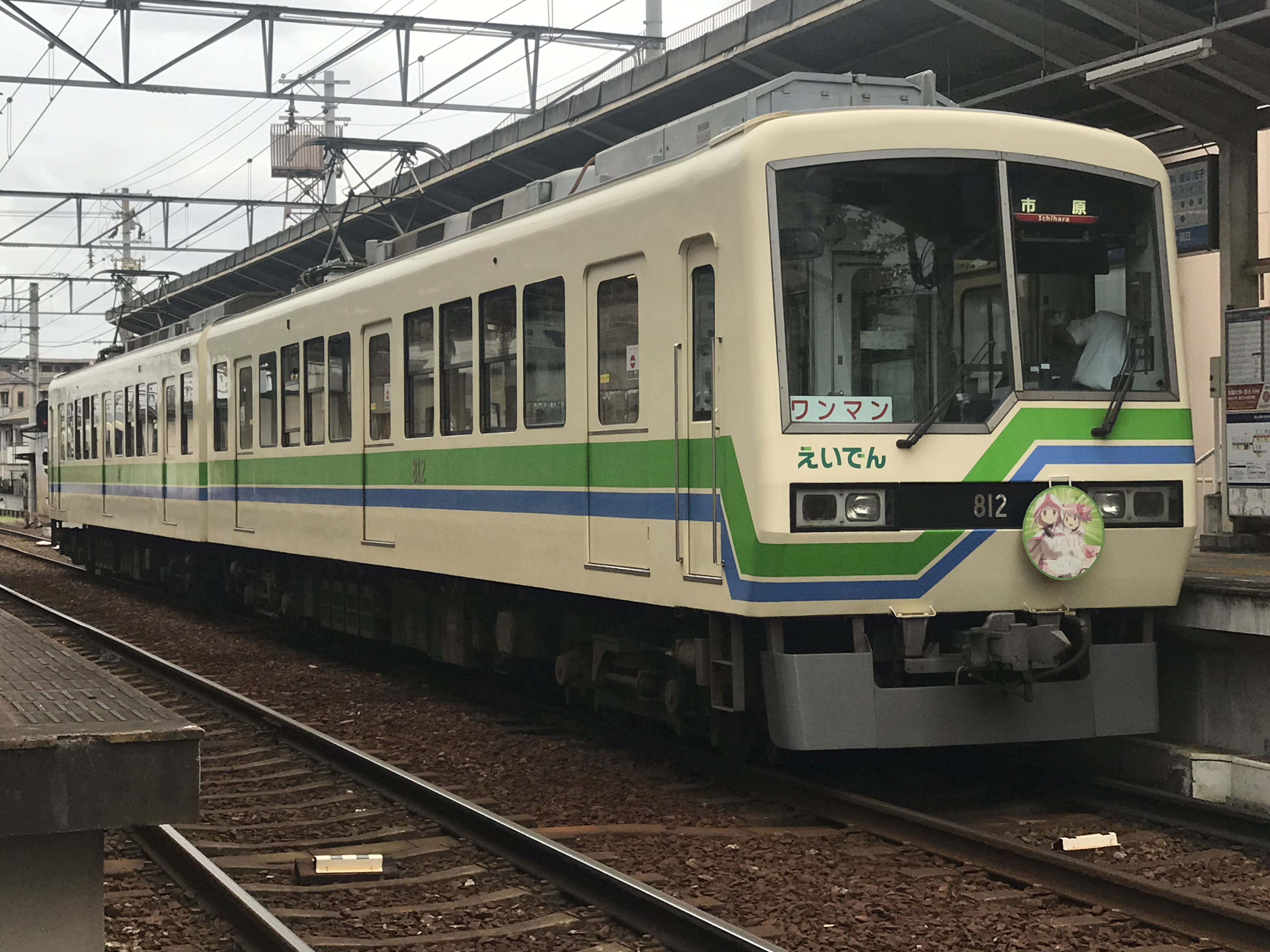
Sèrie 800 (1990)
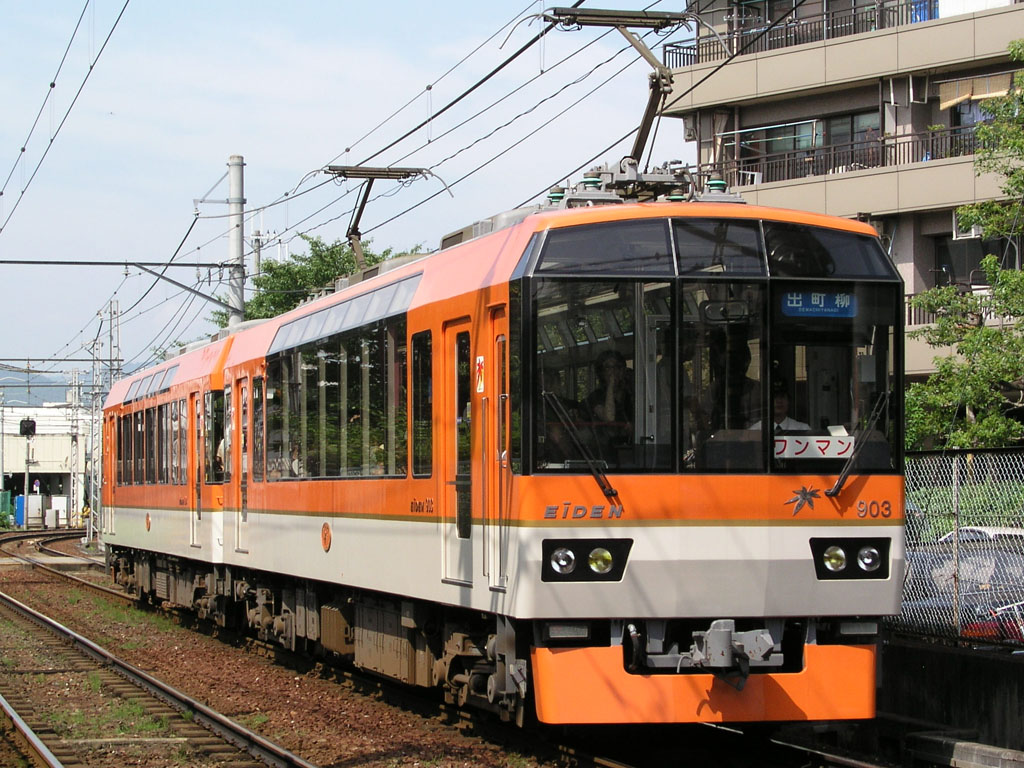
Sèrie 900 (1997)